# (374851) 2006 VV2
(374851) 2006 VV2は、アポロ群に属する小惑星の一つ。2006年11月11日、パロマー天文台の口径1.2メートル望遠鏡で行われるNEATサーベイで発見された。
2007年3月下旬から4月に掛けて地球に接近し、3月31日に0.02AUまで接近、最大光度10等に達した（日々運動24°…1秒に1"の速度）。その際、アレシボ天文台とゴールドストーン天文台のレーダーにより観測が行われ、衛星の存在が確認された。衛星（仮符号 S/2007 (2006 VV2) 1）と主星との間隔は1.5 km以上と考えられている。
2013年10月18日、正式に小惑星番号が付けられた。